# Silvia Dumitrescu
Silvia Dumitrescu  (n. 3 octombrie 1959, București, România) este o interpretă de muzică pop din România.

## Biografie
Silvia Dumitrescu s-a născut în București. A urmat cursurile Școlii Populare de Artă din București, la clasa regretatei Mihaela Runceanu, și s-a lansat la Festivalul național de muzică ușoară de la Mamaia '85 unde a obținut Premiul I la secțiunea "Interpretare". 
S-a impus în muzica românească cu piesele scrise de Adrian Enescu, Doru Căplescu, Marius Țeicu, Florin Ochescu, Virgil Popescu, Dani Constantin, Cătălin Târcolea, George Grigoriu, Dumitru Lupu, Gheorghe E. Marian, s.a. Piese precum "Nu-mi pare rău" (1985, Marius Țeicu), "Cred în tine" (1988, Adrian Enescu), "Noi am ales" (1988, Adrian Enescu), "Miracol infinit"(1989, Doru Căplescu) , "Dansul" (1989, Doru Căplescu), "Lumea mea" (1995, Florin Ochescu) sunt doar câteva dintre succesele care au făcut-o un nume de referință în muzica pop românească.
În 1995 a obținut la Festivalul „Cerbul de Aur”, Premiul I la Secțiunea "Videoclip" și Premiul III la Secțiunea "Discografie".
Începând cu anul 2004, în urma absolvirii unui an de studiu la secțiunea "Jazz" din cadrul Conservatorului Ciprian Porumbescu din București, la clasa profesorului Mircea Tiberian, Silvia Dumitrescu se dedică acestui gen muzical. Împreună cu soțul său, muzicianul Florin Ochescu, a abordat și genul blues, alăturându-se trupei acestuia, cu care susține în mod frecvent concerte.

## Discografie
1. Cred în tine (Electrecord, 1990)
- 1.	Noi am ales (Adrian Enescu / Dan V. Dumitriu)
- 2.	Cred în tine (Adrian Enescu / Angel Grigoriu)
- 3.	Ochi căprui (Adrian Enescu / Lucian Avramescu)
- 4.	Ce s-a-ntâmplat (Adrian Enescu / Angel Grigoriu)
- 5.	Stau pe-o margine de lună (Adrian Enescu / Angel Grigoriu)
- 6.	O poveste oarecare (Adrian Enescu / Dan V. Dumitriu)
- 7.	Miracol infinit (Doru Căplescu / Dan V. Dumitriu)
- 8.	Dansul (Doru Căplescu / Dan V. Dumitriu)

2. Provocare (Intercont, 1995)
- 1.	Săraca inima mea (Prelucrare folclor Adrian Enescu)
- 2.	Așa beau oamenii buni (Prelucrare folclor Adrian Enescu)
- 3.	Draga vecină (Prelucrare folclor Adrian Enescu)
- 4.	Medley: O poziție (Doru Caplescu); Cred în Tine (Adrian Enescu); Dansul (Doru Caplescu); Noi am ales (Adrian Enescu); Prelucrări libere (Doru Caplescu)
- 5.	Lumea mea (Florin Ochescu/Florin Ochescu)
- 6 	Hey, You (Adrian Enescu)

3.Silvia Dumitrescu, Dana Bartzer, Adrian Pleșca, Dan Creimerman – Colinde (Intercont/Electrecord, 1995/2001)
4. Încrederere (G&S, 1998)
- 1.	Sharika (Florin Ochescu/Florin Ochescu)
- 2.	Vino (Florin Ochescu/Florin Ochescu)[1]
- 3.	Ce se întâmpla cu mine (Virgil Popescu/Angel Grigoriu)
- 4.	Banii vorbesc (Florin Ochescu/Iulian Vrabete)
- 5.	Primăvară, bine ai venit (Florin Ochescu/Silvia Dumitrescu)
- 6.	Cei ce vor fi (Florin Ochescu/Florin Ochescu)
- 7.	Catrina (Prelucrare folclor)
- 8.	Sperând pe mai târziu (Virgil Popescu/Aurel Storin)
- 9.	În gradină (Prelucrare folclor)
- 10.	Ăsta-i felul meu (Virgil Popescu/Dumitru Popescu Chiselet)
- 11.	La popas (Florin Ochescu/Cristian Minculescu)
- 12.	E o nebunie (Virgil Popescu/Dumitru Popescu Chiselet)

5. Miracol infinit – Best of (Casa Radio, 2005)
- 1.	Ăsta-i felul meu (Virgil Popescu/Dumitru Popescu Chiselet)
- 2.	Catrina (Prelucrare folclor)
- 3.	Ce bine e (Marius Țeicu/Corina Despot)
- 4.	Cred în tine (Adrian Enescu/Angel Grigoriu)
- 5.	Dansul (Doru Căplescu/Dan V. Dumitriu)
- 6.	M-am supărat, iubirea mea (Marcel Dragomir/Aurel Storin)
- 7.	Joacă băiete (Florin Ochescu/Florin Ochescu)
- 8.	Miracol infinit (Doru Căplescu/Dan V. Dumitriu)
- 9.	Opoziție (Doru Căplescu/Dan V. Dumitriu)
- 10.	Noi am ales (Adrian Enescu/Dan V. Dumitriu)
- 11.	Poate (Ionel Tudor/Andreea Andrei)
- 12.	Sharika (Florin Ochescu/Florin Ochescu)
- 13.	Și mama-mi spune (Mihai Grigoriu/Romeo Iorgulescu)
- 14.	Dintr-un vis (Dani Constantin/Eugen Dumitru)
- 15.	Sperând spre mai târziu (Virgil Popescu/Aurel Storin)
- 16.	Un pas spre infinit (Gh. E. Marian/Angel Grigoriu, Romeo Iorgulescu)
- 17.	Lumea mea  (Florin Ochescu/Florin Ochescu)
- 18.	Nu-mi pare rău (Marius Țeicu/Angel Grigoriu)
- 19.	Draga vecină (Prelucrare folclor)

6. Best of Silvia Dumitrescu (Ovo Music, 2010)
- 1.	Ăsta-i felul meu (Virgil Popescu/Dumitru Popescu Chiselet)
- 2.	Frumusețea lumii (Catălin Târcolea/Dumitru Popescu Chiselet)
- 3.	Ce se întâmpla cu mine (Virgil Popescu/Angel Grigoriu)
- 4.	Nu-mi pare rău (Marius Țeicu/Roxana Popescu)
- 5.	Asta sunt(Florin Ochescu/Silvia Dumitrescu)
- 6.	Tânara stea (Marius Țeicu/Roxana Popescu)
- 7.	Te condamn iubite (Marius Țeicu/Eugen Rotaru)
- 8.	Opoziție (Doru Căplescu/Dan V. Dumitriu)
- 9.      Sperând pe mai târziu (Virgil Popescu/Aurel Storin)
- 10.	Lumea mea  (Florin Ochescu/Florin Ochescu)
- 11.	Miracol infinit (Doru Căplescu/Dan V. Dumitriu)
- 12.	Sharika (Florin Ochescu/Florin Ochescu)
- 13.	Nu mai pot (Catălin Târcolea/Dumitru Popescu Chiselet)
- 14.	Și mama-mi spune (Mihai Grigoriu/Romeo Iorgulescu)
- 15.	Catrina (Prelucrare folclor)
- 16.	Dansul (Doru Căplescu/Dan V. Dumitriu)
- 17.	E o nebunie (Virgil Popescu/Dumitru Popescu Chiselet

7. Fiorul iubirii (Eurostar, 2015)
8. Îl așteptăm... (Eurostar, 2016)
9. Cred in tine - In Memoriam Adrian Enescu (Eurostar, 2017)